# Mill Springs-i ütközet
A Mill Springsi ütközet, vagy korabeli konföderációs terminológia szerint Fishing Creek-i ütközet, illetve korabeli uniós terminológia szerint Logan-kereszteződésbeli ütközet az amerikai polgárháború 1862. január 19-én Wayne és Pulaski megyében vívott összecsapása volt, melyből az uniós hadsereg került ki győztesen, félbeszakítva a Kelet-Kentucky ellen indítani szándékozott konföderációs előrenyomulást.
1861 végén Felix K. Zollicoffer konföderációs dandártábornok volt a Cumberland-hasadék őrzésével megbízva, mely a Mississippi folyam mentén fekvő Columbustól az Appalache-hegységig húzódó nyugati hadszíntér védelmi vonalának legkeletebbre eső pontja volt. November folyamán nyugat felé nyomult előre, hogy Somerset környékét ellenőrzése alá vonja és Mill Springsben rendezte be a téli szállását, mely jól védhető helyet képezett. George H. Thomas uniós dandártábornok parancsa szerint meg kellett semmisíteni a George B. Crittenden vezérőrnagy, Zollicoffer felettesének hadseregét, ezért megkísérelte a konföderációs erőket a Cumberland-folyó túloldalára szorítani. Csapatai január 17-én érkeztek meg a Logan-kereszteződéshez, ahol Albin F. Schoepf dandártábornok Somerset felől jövő csapatait várta. A Zollicoffertől a parancsnokságot átvevő Crittenden erői január 19-én támadásba lendültek, anélkül, hogy Schoepf érkezéséről tudomásuk lett volna. A sikeresen kezdődő támadás az erősítések hatására keményedő uniós ellenállásba ütközött és az első sorokban küzdő Zollicoffer elesett. A második vonal támadása összeomlott, míg az uniós ellentámadás mindkét szárnyon sikeresnek bizonyult és az egész konföderációs csapattestet megfutamította. A visszavonulás Murfreesborónál ért véget.

## Az ütközet háttere
1861 tavaszán a Fort Sumter ostroma után a határállam Kentucky nem szakadt el az Uniótól, de semlegesség kihirdetésével akarta elkerülni a testvérháború kitörését az államon belül. Ez a semlegesség a nyár folyamán lépésről lépésre gyengült, s végül szeptember elején összeomlott, így Kentucky hadszíntérré vált. Gideon J. Pillow és Ulysses S. Grant erői elkezdték az állam megszállását, melynek déli szimpatizáns Kentucky State Guard milíciáját Simon B. Buckner hetekkel korábban feloszlatta, s annak minden eszköze uniós kézbe került. Az állam déli részén Columbustól Bowling Greenen át a Cumberland-hasadékig húzódott a konföderációs front. 1862 elején Albert Sidney Johnston tábornagy egymaga irányította az Arkansastól a Cumberland-hasadékig a nyugati hadszínteret. Leonidas Polk vezérőrnagy 12 000 katonája védte Columbust a Mississippi mentén, Lloyd Tilghman dandártábornokot 4000 katonával a Henry- és Donelson-erődök kiépítését irányította a Tennessee- és a Cumberland-folyók mentén. Buckner 4000 embere Nashville-ből Bowling Greenig nyomult előre, Kelet-Tennessee katonai körzetét pedig George B. Crittenden vezérőrnagy irányította. Ez utóbbinak feladata volt a Cumberland-hasadék védelme, amely az unionista érzelmű Kelet-Tennesseebe vezető utat zárta le a szövetségi csapatok előtt.
Crittenden első dandárját Felix K. Zollicoffer dandártábornok irányította, akinek elsődlegesen a Cumberland-hasadékot kellett védelmeznie. 1861 novemberében, miután a hasadékot elégségesen megerődítettnek találta előrenyomult Kentuckyba, nagyjából Bowling Green irányában és kiterjesztette a déli fennhatóságot Somerset környékére. A Cumberland-folyó déli partján Mill Springsnél elhelyezkedő magaslat a lapos és alacsonyan fekvő északi parttal szemben jól védhető volt. Zollicoffer ezt fordítva gondolta és úgy döntött, hogy emberei legtöbbjével átkel az északi partra, ahol közelebb kerülhet az északi csapatokhoz. Crittenden és Johnston egyaránt azt parancsolták Zollicoffernek, hogy maradjon a folyótól délre, de ennek nem tudott engedelmeskedni, mert a gázló nélküli folyón való átkeléshez nem volt elég csónakja és attól tartott, hogy az északiak az elhúzódó átkelés közben lepik meg.
George H. Thomas uniós dandártábornok azt az utasítást kapta, verje meg Crittenden haderejét és vesse vissza a délieket a Cumberland déli partjára. Thomas Lebanonból kiindulva lassan haladt a Logan-kereszteződés felé a sártengerré ázott vidéken át és január 17-én érte el célját. Itt meg akarta várni Albin F. Schoepf Somerset felől érkező csapatait. Crittenden január elejéig knoxville-i főhadiszállásán tartózkodott és Mill Springshez érve rá kellett döbbennie, hogy gyakorlatlan csapatai veszélyes helyzetben vannak. Úgy döntött, hogy még azelőtt megtámadja a szövetségi erőket, hogy azok összpontosíthatnák erejüket. Thomas logan-keresztúti három dandárját és Schoepf somerseti dandárját a megáradt Fishing-patak választotta el egymástól, mely elégségesnek tűnt számára, hogy megakadályozza az azonnali csapatkoncentrációt. Crittenden tehát parancsot adott Zollicoffernek, hogy január 19-én hajnalban támadja meg az uniós tábort a kereszteződésnél.

## Az ütközet

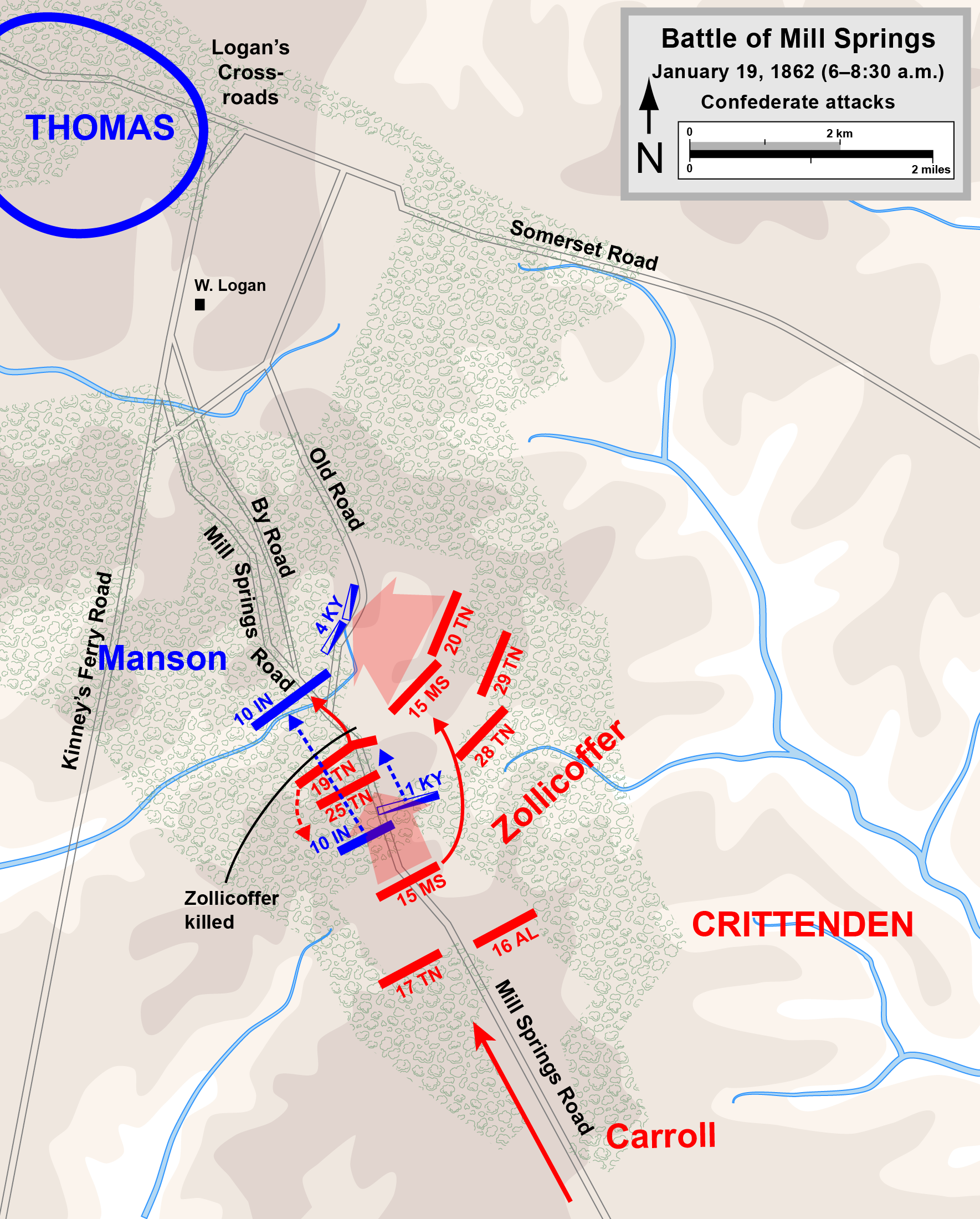
A Mill Springs-i ütközet térképe, a konföderációs támadás
Konföderáció
Unió

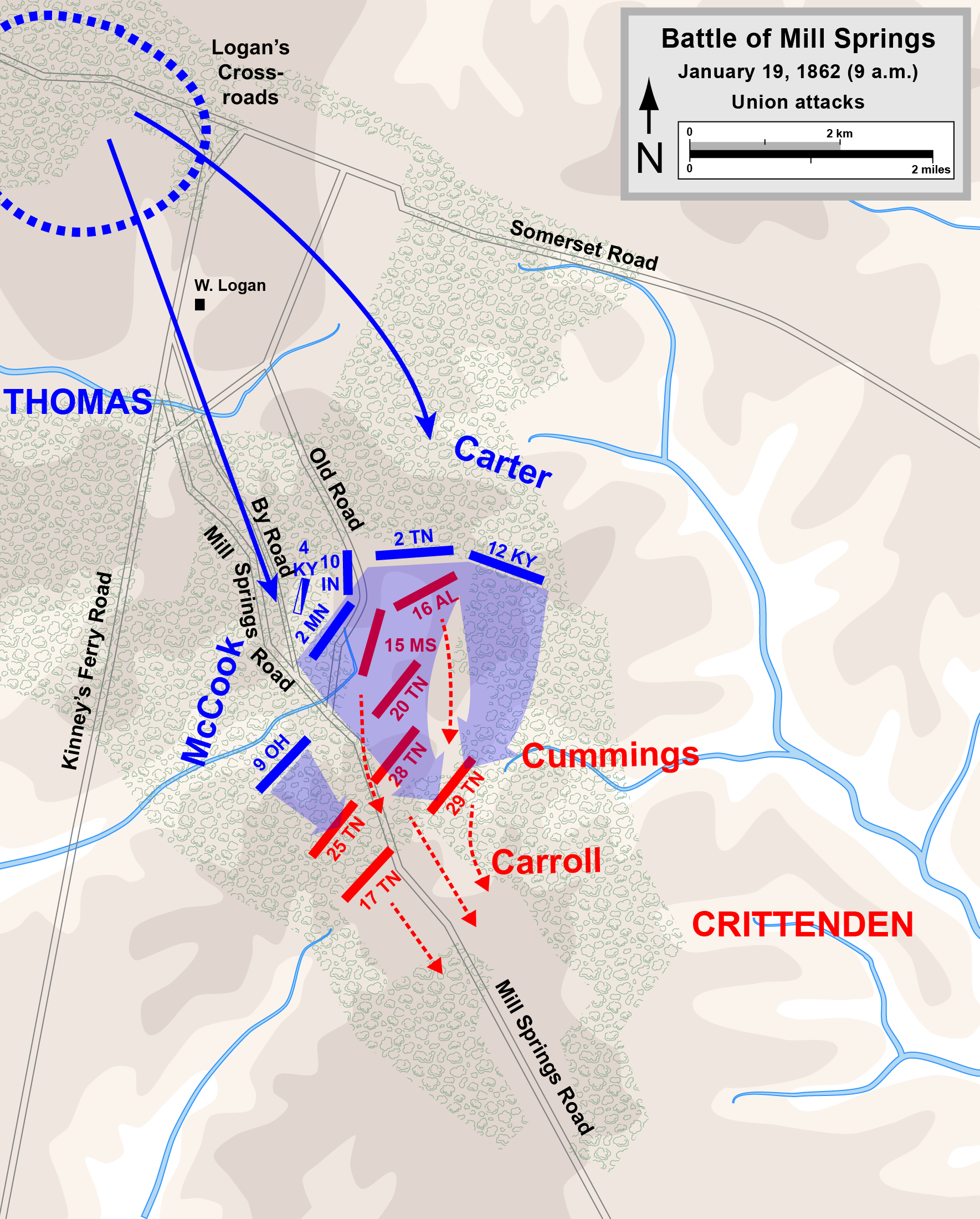
A Mill Springs-i ütközet térképe, az uniós ellentámadás

A konföderációsok éjjeli menetelését eső áztatta és sár lassította. A csapatok fázva és nyomorult állapotban érték el a Logan-kereszteződést. Sokuk napóleoni háborúk idejéből származó kovás muskétával felszerelve, melyek a nedvességtől használhatatlanná váltak. A menet lassúsága miatt csak virradat után érték el az ellenséges járőröket, akik riadót fújtak, s ez megfosztotta a délieket a meglepetés erejétől. Ettől függetlenül az élen Zollicofferrel lendületes támadást indítottak, melyben  a 15. mississippi és a 20. tennesseei gyalogezred visszavetette az uniós oldalon küzdő, Speed S. Fry ezredes vezette 4. kentuckyi ezredet, a 2. minnesotai és a 10. indianai gyalogezredet, plusz némi uniós lovasságot.
A fák között gomolygó puskapor füstjében, rossz látási viszonyok mellett folyt a kaotikus harc. A fehér esőkabátot viselő Zollicoffer azt hitte, hogy két egysége egymásra tüzel, ezért odament a 4. kentuckyi gyalogezredhez, hogy véget vessen ennek. Az uniós katonák azonnal agyonlőtték, melyet általában Fry ezredesnek tulajdonítottak, noha egy csapatnyi közelben levő katona lőtt egyszerre rá. Johnston műve 54. oldalán azt állítja, hogy egy szövetségi tiszt ölte meg Zollicoffert. Smith könyvének 18. oldala szerint Thomastól származik ennek elismerése, de a déli történetírók szerint Fry ezredének sortüze ölte meg. Zollicoffer tábori sebésze, D. B. Cliffe négy golyótól ütött sebet talált a holttesten, kettőn a fején, egyet a mellkasán és egyet a csípőjén. Hirtelen halála mindenesetre a konföderációs vonal megtorpanását és visszahúzódását okozta a tűzben. Crittenden felsorakoztatta katonáit és az összes dandárnak újra támadást parancsolt.
Thomas ekkortájt ért az ütközet helyszínére és támadásba parancsolta a 9. ohiói ezredet, miközben a 2. minnesotai ezred fedezőtüzet zúdított az ellenségre. Robert L. McCook ezredes, Thomas 3. dandárjának parancsnoka később azt írta, hogy a vonalak olyan közel voltak egymáshoz, hogy „az ellenség és a 2. minnesotai ezred ugyanazon a kerítésen átdugott fegyvercsővel lövöldözött egymásra”. Mikor a 9. ohiói ezred felgöngyölítette a konföderációs balszárnyat, az ütközet eldőlt. A déli csapatok pánikba estek és rendezetlen sorokban Mill Springs felé menekültek. Sem a híresztelés szerint az ütközet alatt berúgó Crittenden, sem a Cumberland-folyó hideg vize sem tudta megállítani őket; 12 értékes löveget, 150 szekeret, több mint 1000 lovat és öszvért, valamint halottaikat és sebesültjeiket hátrahagyva megfutottak. A fejvesztett menekülés egészen a tennesseei Chesnut Moundig tartott, mely Carthage közelében feküdt, mindössze 80 km-re Nashvilletől keletre.

## Az ütközet hatása
A veszteségek relatíve alacsonyak voltak. A szövetségi katonák közül mindössze 39-en haltak meg és 207 szenvedtek sebesülést, míg a konföderációsok közül 125-en haltak meg és 404-en sebesültek meg, vagy tűntek el. Crittenden katonai karrierje is a veszteséglistára került. Részegséggel és árulással vádolták meg, nagyban meggyengült és demoralizálódott hadseregét feloszlatták és beosztották Simon B. Buckner vezérőrnagy alá Bowling Greenben. Két hónappal később, miután újra részegeskedésen kapták, új beosztásából is felmentették és letartóztatásba helyezték. 1862 októberében a Braxton Bragg által elrendelt bírósági eljárást követően Crittenden lemondott tábornoki rangjáról és ezredesként szolgált John S. Williams és más, Nyugat-Virginiában működő tábornokok törzsében.
A Mill Springs-i és az 1862. január 10-én vívott Middle Creek-i ütközet megtörte a konföderációs védelmi vonalat Kelet-Kentuckyban. Fort Henry és Fort Donelson elvesztése következtében a Konföderáció  kiszorult Kentuckyból és a Bragg, valamint Edmund Kirby Smith által 1862 augusztusában indított Heartland offenzíva is csak pár hétre tudta megvetni lábát, mert a Perryville-i ütközet után Bragg nem vállalta a további ellenállást és visszavonult.

## A csatatér állagmegőrzése

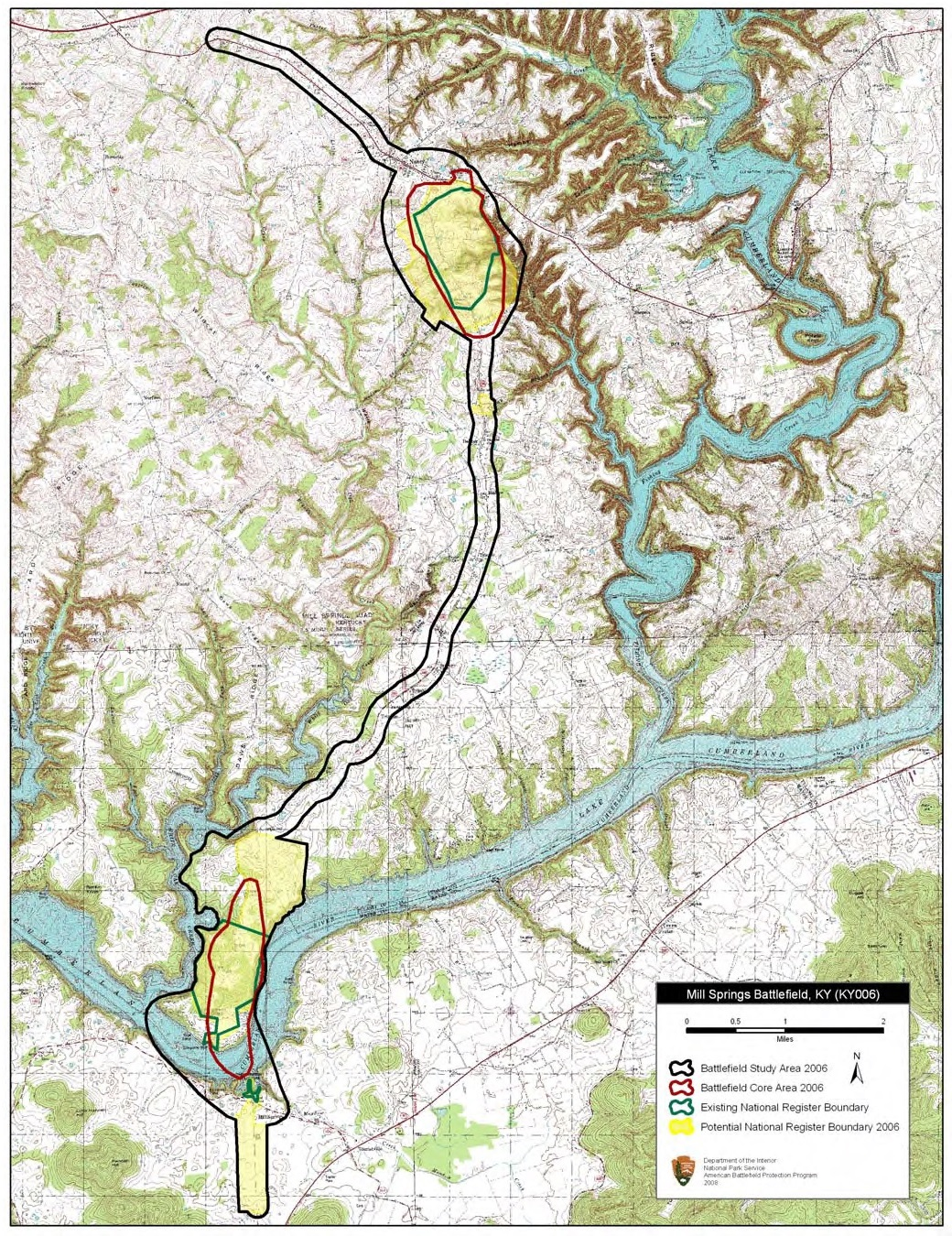
A Mill Springs-i ütközet helyszínének és az Amerikai Csatatérmegörző Program által tanulmányozott területek térképe.

A Mill Springs-i csatatér egyik fele Pulaski megyében található, nem messze Nancytől, a másik pedig Wayne megyében, a tó (a régi Cumberland-folyó) túloldalán. Az egykori Mill Springs városa, melyről az ütközet nevét kapta tulajdonképpen a Cumberland-tó túlpartján fekszik. A Wayne megyei részen látható a máig megmaradt két korabeli épület, a Brown-Lanier ház és a West Metcalfe ház, amelyek nyári hétvégénként kísérővel látogathatók. Mindkét épületet a Mill Springs Battlefield Association üzemelteti.
A Pulaski megyében fekvő részek megyei tulajdonban vannak és Zollicoffer Parknak nevezték el őket az elesett tábornok tiszteletére. A Mill Springs Battlefield Association a csatatér némely térségeit az építési, vagy a tulajdonjogok megszerzésével állagában vidéki tájnak megőrizte. A Zollicoffer Parkban található a Confederate Cemetery (Konföderációs temető), ahol tömegsírban nyugszanak a katonák. Az uniós halottakat a Mill Springs National Cemetery temetőjében hantolták el.
A 42 hektáros csatatér a belügyminisztérium tulajdonában van és mint a huszonöt legjobban megőrzött csatatér egyike, történelmi jelzőtáblákat kap. A Zollie-fa Felix Zollicoffer halálának helyét jelzi; a fa már elpusztult, mivel egy villámcsapás kidöntötte, de a törzse továbbra is látható. A Civil War Trust és tagjai kb. 300 hektárnyi területet vontak védelem alá a Mill Springs csatatér környékén 2017-ben.
2006. november 4-én a Mill Springs csatatér látogatóközpont és múzeum hivatalosan is megnyílt. Évente számos megemlékező ünnepséget rendeznek, közte gyertyafényes látogatásokkal élő történelmi bemutatókkal és időnként polgárháborús hagyományőrző ütközetfelelevenítéssel.
2013. január 15-én Hal Rogers, kentucky-i képviselő az Egyesült Államok Kongresszusában előterjesztette a H. R. 298-as törvénytervezetet, mely a belügyminisztériumot arra utasítaná, hogy végezzen speciális feltárási vizsgálatokat a Mill Springs-i ütközet helyszínén Pulaski és Wayne megyékben és állapítsa meg, hogy a csatatér bevonható-e az Katonai Nemzeti Parkok rendszerébe, az NPS-be. Rogers kijelentése szerint „a Mill Springs-i ütközet nagy büszkeségre adna okot és az általam képviselt emberek élénken érdeklődnek iránta”. Rogers szerint „a csatatér a régmúlt egyik briliánsa és kitűnően beleillene a National Park Service gyűjteményébe.”

## Fordítás
- Ez a szócikk részben vagy egészben  a   Battle of Mill Springs című angol Wikipédia-szócikk fordításán alapul.  Az eredeti cikk szerkesztőit annak laptörténete sorolja fel. Ez a jelzés csupán a megfogalmazás eredetét és a szerzői jogokat jelzi, nem szolgál a cikkben szereplő információk forrásmegjelöléseként.